# 高屋城之戰
高屋城之戰是織田信長平定三好家近畿勢力的最後一場戰役，由於位處石山本願寺附近，常被算入石山合戰的一部份，最終由織田軍獲勝，三好康長投降，此戰又稱高屋、新堀城之戰。

## 背景
在將軍足利義昭在天正元年（1573年）8月促成本願寺顯如跟三好義繼、三好康長、遊佐信教合作對抗織田信長後，織田信長在天正2年（1574年）4月發兵河內，逼近高屋城跟石山本願寺。織田方以佐久間信盛、筒井順慶、細川藤孝、中川清秀率千餘人出陣河內，中途松永久秀、松永久通父子亦發兵來助陣，進軍至下八尾、住吉、天王寺一帶。
河內國方面的三好康長、遊佐信教跟部份大和國人把守高屋城，本願寺則招來香西氏、三宅氏跟雜賀眾加強防備。兩軍在4月12日於高屋城周遭交戰，遊佐信教等60多人被織田軍討取，但織田軍隨後是在本願寺周遭的田畝放火，並未實際進攻便退回，僅留下佐久間信盛防備本願寺後續可能的進攻。7月時，荒木村重與高山右近又以3000兵力進軍攝津國中島城，殺敵300後，順利拿下城池，但一向一揆在隔日便反攻，荒木村重被擊敗，中島城被一向一揆重奪，荒木村重、高山右近軍陣亡7.800人。
同年9月18日，織田信長又率領佐久間信盛、原田直政、森長可、細川藤孝、筒井順慶、明智光秀進入河內若江城，隨後與三好康長、一向一揆集結的2萬聯軍在飯盛山城城下交戰，織田軍在激戰中擊潰一向一揆，斬首800餘，進軍至高屋城週邊放火後，轉往攻打萱振城，在拂曉時發動攻擊，細川藤孝率先攻破城門拿下城池，織田信長也發出感狀給細川藤孝。

## 戰況
天正3年（1575年）2月，織田信長在上洛後先是處理公家領地歸還的政務，當三月傳來武田勝賴再次南下進攻德川家的消息後便派遣嫡男織田信忠領尾張眾東下奧援。同時間，本願寺顯如在3月中旬也發動一向一揆前往大和田興建大和田砦，並且揮軍逼近渡邊跟神崎週邊，織田家部將荒木村重遂率軍迎擊，在十三渡以500伏兵利用洋槍攻擊一向一揆軍，討取數十人，隨後又在一向一揆眾渡河時發動攻擊，順利擊破一向一揆眾，一揆眾過半被殺或溺死，荒木村重進而攻奪大和田砦跟天滿砦，一向一揆眾不敢與戰，荒木村重趁機在吹田、尼崎、花隈增強城砦守禦以防範一向一揆的反攻。為了對抗一向一揆，織田信長也在3月22日去信細川藤孝，讓他招集丹波國舟井、桑名郡的士兵參戰。
織田信長也在4月4日派遣明智光秀為先鋒南下，5日時派遣細川昭元出陣，最後在4月6日親領一萬兵馬離開京都進軍河內，經由八幡，在7日時進入若江城，企圖圍攻本願寺盟軍三好康長所在的高屋城，三好康長在8日時主動於不動坂口出擊，兩軍混戰中織田家將領伊藤三介戰死，但織田軍順利擊退三好康長軍。織田信長率軍登上駒谷山並將本陣設在山上，織田軍分散在譽田的道明寺河原佈下數段陣勢，信長也命令佐久間信盛、柴田勝家、丹羽長秀、原田直政在附近農田搶割稻麥並縱火。
織田信長於12日移師攝津住吉，並發布禁止陣取、放火、偷竊、盜伐竹木的命令，織田軍在13日移往天王寺後，集合包含尾張、美濃、伊勢、近江、若狹、攝津、丹波、丹後、播磨、根來眾等共10萬大軍，在16日轉往遠里小野攻擊位於高屋城和石山本願寺中間的屬於三好方新堀城，在17日把該城團團包圍，在19日晚間，織田軍埋草填堀，對城內射擊火矢，從大手、搦手攻破城池，守將十河一行與副將十河越中、十河左馬允、三木五郎大夫、藤岡五郎兵衛、東村大和、東村備後當場陣亡，香西長信被捕後處刑，城兵戰死170多人。
在織田軍攻下新堀城後，進而包圍三好康長的居城高屋城，三好康長眼見勝利無望，透過信長側近松井友閑表達臣服之意，獲得允許，被歸入原田直政統轄，依然統領河內南半國，原田直政也奉命破壞河內國中部份城池，織田家完全平定了河內一國。

## 戰後
織田信長取下高屋城後，便轉往支援德川家和武田勝賴作戰，而三好康長作為三好家長老且與織田信長敵對多年仍被准降，使四國的三好勢力如三好康長的兒子三好康俊、姪孫十河存保、大西覺養，後來相繼投入織田家陣營，成為織田家四國攻略的跳板。而高屋城轉往織田方勢力，也進一步縮緊石山本願寺的活動範圍，因此本願寺顯如在當年10月三好康長、松井友閑和織田信長再次講和。

## 參戰武將
| - 織田軍 - 織田信長 - 柴田勝家 - 丹羽長秀 - 佐久間信盛 - 原田直政 - 松井友閑 - 明智光秀 - 細川藤孝 - 筒井順慶 - 荒木村重 - 中川清秀 - 細川昭元 - 松永久秀 - 松永久通 | - 三好軍 - 三好康長 - 十河一行 - 香西長信 - 遊佐信教 |

### 相關
- 石山合戰